# Quand le jour viendra
Pour plus de détails, voir Fiche technique et Distribution.
Quand le jour viendra (Watch on the Rhine) est un film d'espionnage américain réalisé par Herman Shumlin, sorti en 1943.

## Synopsis
L'ingénieur allemand Kurt Muller retourne aux États-Unis avec sa femme Sara et ses trois enfants, après plusieurs années en Europe, où il s'installe dans la famille de Sara qui est d'origine américaine. Il va rencontrer le comte roumain Teck qui sympathise avec le pouvoir nazi en Allemagne et va faire chanter Kurt après avoir découvert qu'il était antifasciste et militant actif. Kurt ne pourra qu'éliminer Teck pour éviter la fuite d'informations secrètes.

## Fiche technique
- Titre : Quand le jour viendra
- Titre original : Watch on the Rhine
- Réalisation : Herman Shumlin
- Scénario : Dashiell Hammett et Lillian Hellman
- Direction artistique : Carl Jules Weyl
- Décors de plateau : Julia Heron
- Musique : Max Steiner
- Photographie : Merritt B. Gerstad et Hal Mohr
- Cadreur : Ellsworth Fredericks (non crédité)
- Effets visuels : Edwin B. DuPar
- Montage : Rudi Fehr
- Production : Hal B. Wallis
- Société de distribution : Warner Bros. Entertainment
- Pays d'origine : États-Unis
- Langue : anglais
- Format : Noir et blanc - Mono
- Genre : Drame
- Durée : 114 minutes
- Date de sortie : 1943

## Distribution
- Bette Davis : Sara Muller
- Paul Lukas : Kurt Muller
- Geraldine Fitzgerald : Fanny Farrelly
- Lucile Watson : Fanny Farrelly
- Beulah Bondi : Anise
- George Coulouris : Teck de Brancovis
- Donald Woods : David Farrelly
- Henry Daniell : Phili Von Ramme
- Eric Roberts : Bodo
- Donald Buka : Joshua
- Anthony Caruso : L'italien
- Robert O. Davis : Oberdorff
- Frank Wilson : Joseph
- Clyde Fillmore : Sam Chandler
- Mary Young : Mme Mellie Sewell

Et, parmi les acteurs non crédités :
- Glen Cavender : Un employé de l'Ambassade d'Allemagne
- Jean De Briac : M. Chabeuf
- Howard C. Hickman : Cyrus Penfield

## Récompenses et distinctions
- Oscar du meilleur acteur pour Paul Lukas
- Golden Globe du meilleur acteur pour Paul Lukas